# Asharitiska skolan
Den asharitiska skolan är en klassisk sunnitisk teologiskola som grundades under 900-talet av den muslimske teologen och filosofen al-Ashari. Den kom att bli en viktig religiös rörelse som formade en mittengrund mellan mutaziliternas rationalism och hanbaliternas bokstavstro.
Han tillhörde under första hälften av sitt liv den mu’tazilitiska skolan men kom att bryta med denna och skapa en ny. 
Den asharitiska skolan förklarade Guds suveränitet och menade att Guds vilja är inplanterad i varje människas handling. Människans handlingar är skapade av Gud men människan är i sin tur kapabel att avgöra om handlingen skall utföras eller inte. Människan kan alltså avfärda den av Gud skapade handling. Detta ger människan ett visst mått av fri vilja trots att handlingen är inplanterad av Gud. Dock är valet att överta Guds handlande till sitt eget handlande egentligen också ett uttryck för Guds vilja.
Ibn al-Baqillani, författare till en av den asharitiska skolans viktigaste verk, menade att allt som var känt för människan kunde kategoriseras under två fält, antingen som något existerande eller som icke-existerande. Allt det som kan kategoriseras som existerande kan också benämnas ett föremål. Allt som existerar är ett föremål eller ting. Denna syn skiljer sig från den mu’tazilitiska skolan som påstod att allt, vare sig existerande eller icke-existerande, kan benämnas föremål. På detta sätt menade mu’taziliterna att historien och framtiden var sammankopplade, den icke-existerande framtiden var kopplad till den existerande nutiden. Enligt asharitiska skolan var detta omöjligt då endast den existerande nutiden kunde förstås och analyseras som ett ting. Det som inte existerar är inte ett ting eller föremål.
Giltigheten hos den asharitiska skolan erkänns i Ammanbudskapet.